# Саммит (аэропорт)
Аэропорт Саммит (англ. Summit Airport), (ИАТА: UMM, ИКАО: PAST, FAA LID: UMM) — государственный гражданский аэропорт, расположенный в населённом пункте Саммит (Аляска), США.

## Операционная деятельность
Аэропорт Саммит находится на высоте 734 метров над уровнем моря и эксплуатирует одну взлётно-посадочную полосу:
- 3/21 размерами 1170 x 24 метров с гравийным покрытием.

За период с 31 декабря 2005 года по 31 декабря 2006 года Аэропорт Саммит обработал 800 операций взлётов и посадок самолётов (в среднем 66 операций ежемесячно), из них 94 % пришлось на авиацию общего назначения и 6 % составили регулярные коммерческие перевозки.